# Jordi Bigues i Balcells
Jordi Bigues i Balcells (Sarrià, Barcelona, 1954) és un periodista, ecologista i activista català. Publica, entre d'altres, llibres divulgadors sobre el consum responsable i canvis que tothom pot fer per «salvar la terra». Va ser un dels fundadors de Greenpeace Espanya. És cosí germà del cineasta Bigas Luna i besnet de la sufragista Carme Karr.
Nascut a casa vora la Riera Blanca, com els seus tres germans i dues germanes, va incorporar-se a la lluita ambiental als dotze anys, quan era escolà dels Caputxins de Sarrià. De pare catedràtic de ciències naturals (Ramon Bigas i Canals) i mare estudiant de l'Institut Escola Ausiàs March (Paulina Balcells Lasarte), va rebre una educació cristiana, de la que va renunciar als aspectes religiosos però no als valors humanitaris, adoptant el pensament crític com a base dels raonaments i les argumentacions.
Amb tres activistes més, va pintar un pas de vianants al passeig de la Bonanova i el carrer Carrasco i Formiguera, cruïlla on s'havia produït un greu atropellament d'una escolar. L'endemà, l'alcalde franquista José Maria Porcioles va destacar excavadores i piconadores per a arrancar el pas zebra i tornar a asfaltar el lloc on la gosadia havia pintat un modest pas de vianants. L'impacte d'aquests fets el va convertir en un practicant de l'acció directa, inicialment violenta i posteriorment no violenta.
Estudiant de la Universitat de Barcelona, d'història antiga i arqueologia, va passar a ser fugitiu després de dues detencions quan tenia setze i divuit anys. Quatre anys després es va entregar a l'Exèrcit Espanyol i va quedar custodiat mentre feia el servei militar obligatori. Alliberat dels càrrecs per la llei d'amnistia del 15 d'octubre de 1977, va esdevenir periodista. Va viure vint anys a València, ciutat on s'havia refugiat durant la clandestinitat. Va ser a València on va organitzar la primera Volta Ciclista Antinuclear i Ecologista del País Valencià amb el lema “no contamina ni gasta gasolina” com a part del moviment contra la central nuclear de Cofrents. Encara sota el franquisme, s'hi va iniciar en el moviment ecologista amb les campanyes «El llit del Túria és nostre i el volem verd» i «El Saler pel poble» i va impulsar el valencianisme d'esquerres formant Acció Ecologista, la Unió de Periodistes del País Valencià i la Coordinadora Estatal Antinuclear (CEAN). Dels quatre projectes previstos, tan sols es va arribar a construir la central nuclear de Cofrents.
L'any 1984 va participar en l'ocupació simbòlica de l'arxipèlag dels Columbrets, que aconseguí la paralització de les proves de tir de l'exèrcit estatunidenc i una posterior protecció com a reserva integral. El mateix any, amb Remi Parmentier, Artemio Precioso, Benigno Varillas i Manuel Rivas va fundar Greenpeace Espanya, del qual va ser vicepresident i cap de campanyes com ara la d'oposició a l'abocament de residus radioactius al mar cantàbric, la de defensa dels veïns de Palomares, afectats pel comportament de les autoritats després de l'accident nuclear, i la contrària a la «nuclearització» dels ports mediterranis per la presència de vaixells de la Sisena Flota de l'Armada dels Estats Units. «Amb l'acció directa no violenta i l'ocupació ha aconseguit la protecció de l'illa de sa Dragonera, dels illots dels Columbrets i de l'arxipèlag de Cabrera, la prohibició dels parallamps radioactius, l'obertura de cementiris radioactius, centrals nuclears…»
El 2013, va ser l'assessor la sèrie televisiva de TV3 Lletra petita, en la qual s'analitzava la nostra manera de viure, de consumir, de desplaçar-nos i de repartir el temps, i va escriure el llibre que acompanyava la sèrie. La sèrie va rebre el premi BioCultura 2013. Participa en la plataforma ciutadana Estratègia per Residu Zero i en el Centre d'Ecologia i Projectes Alternatius (CEPA) a Barcelona.

## Arxiu Palomares
L'any 2016 Jordi Bigues va fer donació a l'Institut d'Història de la Ciència (centre de recerca de la Universitat Autònoma de Barcelona) del seu arxiu sobre Palomares.
Jordi Bigues, com a membre de la junta directiva de Greenpeace-España, va coordinar a mitjan anys 1980 la campanya en favor dels veïns de Palomares (Almeria), quan era a punt de vèncer el termini d'indemnització a les víctimes de l'accident nuclear del 17 de gener de 1966. L'arxiu Bigues-Palomares conté documents molt diversos, tant personals com oficials i públics. Aquest arxiu s'ha digitalitzat i és consultable al Dipòsit Digital de Documents del Servei de biblioteques de la UAB.

## Obres destacades
- Ecología y democracia : de la injusticia ecológica a la democracia ambiental amb Ezio Manzini (2000).
- Guia de l'alimentació sostenible (2004).
- El Llibre de les 3R : reduir, reciclar, reutilitzar amb Susanna Martínez (2008).
- Avui actius… o demà radiactius (2011).
- Lletra petita: Tot el que podeu estalviar per tenir una bona vida (2013)[18] amb pròleg de Lídia Herrera.
- X un bon clima : El llibre verd de Barcelona amb il·lustracions de Susanna Campillo Besses (2018).